# (73857) Hitaneichi
(73857) Hitaneichi est un astéroïde de la ceinture principale.

## Description
(73857) Hitaneichi est un astéroïde de la ceinture principale. Il fut découvert le 16 novembre 1996 à Nanyo par Tomimaru Okuni. Il présente une orbite caractérisée par un demi-grand axe de 2,24 UA, une excentricité de 0,25 et une inclinaison de 7,9° par rapport à l'écliptique.

## Compléments